# شريك 2
شريك 2 (بالإنجليزية: Shrek 2)‏ فيلم رسوم متحركة قامت بإنتاجه شركة دريم ووركس أنيمايشن الأمريكية في عام 2004.

## القصة
شريك وفيونا قد عادا للتو من شهر العسل، ليجدا نفسهما مدعوان إلى حفل زواج فيونا والذي اعداه والدي فيونا - فذهبا إلى المملكة البعيدة جدا جدا برفقة الحمار، فيفاجا والدي فيونا بها وبزوجها ! غولان اخضران مخيفان وحمار ناطق من عالم الاساطير ! وأصبح حفل زواج فيونا إلى ساحة قتال بين الملك وشريك - شارمين الذي عانى الصعاب ليتسلق أعلى غرفة في أعلى برج، ويجد ثعلبا عجيبا غير محدود الجنس فيقول له : ماذا ! وهنا تبدا الاحداث بالتصاعد عندما يشرب شريك وصديقه الحمار جرعة سحرية حولت شريك إلى إنسان وسيم والحمار إلى حصان أبيض بمساعدة قط الاحذية الذي ارسله الملك لقتل شريك.

### الأداء الصوتي
- مايك مايرز بدور شريك.
- كاميرون دياز بدور فيونا.
- إيدي ميرفي بدور دونكي.
- أنطونيو بانديراس بدور القط.
- جولي أندروز بدور الملكة ليليان.
- جون كليز بدور الملك هارولد.
- روبرت ايفرت بدور الأمير الوسيم.
- جنيفر سوندرز بدور الجنيّة العرّابة.

## الأصوات العربية
- أسمهان بيطار - فيونا
- داني بستاني - دونكي
- سيلينا شويري - العرابة الساحرة
- عبدو حكيم - بينوكيو، جيرام
- شربل أيوب
- فادي الرفاعي - مونغو

## اقرأ أيضاً
- شريك

## روابط خارجية
- شريك 2 على موقع IMDb (الإنجليزية)
- شريك 2 على موقع ميتاكريتيك (الإنجليزية)
- شريك 2 على موقع الموسوعة البريطانية (الإنجليزية)
- شريك 2 على موقع روتن توميتوز (الإنجليزية)
- شريك 2 على موقع نتفليكس (الإنجليزية)
- شريك 2 على موقع قاعدة بيانات الأفلام العربية
- شريك 2 على موقع ألو سيني (الفرنسية)
- شريك 2 على موقع Turner Classic Movies (الإنجليزية)
- شريك 2 على موقع أول موفي (الإنجليزية)
- شريك 2 على موقع بوكس أوفيس موجو (الإنجليزية)